# Zelotes flavens
Zelotes flavens este o specie de păianjeni din genul Zelotes, familia Gnaphosidae. A fost descrisă pentru prima dată de L. Koch, 1873.
Este endemică în Western Australia. Conform Catalogue of Life specia Zelotes flavens nu are subspecii cunoscute.